# 嶋田ココ
嶋田 ココ（しまだ ここ、1997年6月10日 - ）は、NHKのアナウンサー。

## 来歴・人物
兵庫県宝塚市出身。
慶應義塾大学法学部政治学科卒業後、2020年にNHKに入局。初任地は長崎放送局。
2023年より大阪放送局に異動。『ほっと関西』、『列島ニュース』などを担当。
2023年9月3日、慶應大学時代の同級生である、読売テレビの大野晃佳アナウンサーと結婚していたことが報じられた。

## 嗜好・挿話
- 趣味はフラダンス[2][5]。大学の4年間、フラダンスサークルに所属していた。
- 高校生の時に『ミスセブンティーン 2014』のファイナリストに選出された。
- 大学では玉井清ゼミに所属。卒業論文の題は『昭和初期における放送用語の形成』[6]。
- 日本テレビとTBSのアナウンススクールに通い[7]、日テレイベントコンパニオンを務めていた[8]。

## 担当番組
☆印は出演中の番組
長崎放送局時代（2020年度 - 2022年度）
- どーも、NHK（2020年6月7日） - 新人お披露目[9]
- らじるラボ（2020年7月23日、ラジオ第1） - 出題者[10]
- 今夜も生でさだまさし「～長崎は今日もさだだった～」（2020年10月25日）[11]
- NHKジャーナル 「ジャーナル地域発 - 核兵器禁止条約発効〜わたしたちにできること」（2021年1月19日） - リポーター[12][13]
- 被爆75年 長崎朗読シアター（2021年1月22日、FM）[14]
- ナガサキの記憶〜時代を越える原爆の絵〜（2021年3月26日、BS4K）[15]
- イブニング長崎（2021年3月29日 - 2023年3月24日） - キャスター[16]
- 長崎のニュース・気象情報等
- はっけんラジオ（ラジオ第1） - 福岡局より
  - はっけんラジオスペシャル「～あなたの“門出”の音はなんですか?～」（2022年3月12日） - リポーター（長崎発）
- ロクいち!福岡 ジモトピ「ハウステンボス歌劇学院の春」（2022年3月16日） - リポーター（福岡放送局より）
- ニュース845福岡（2022年3月16日） - 応援派遣要員
- ナガサキの記憶と共に生きて〜188枚の『令和 原爆の絵』〜（2022年3月18日・九州沖縄地方） - 語り
- 令和4年長崎平和祈念式典中継（2022年8月9日・全国放送） - テレビ進行
- 『舞いあがれ!』およぉ!長崎・五島の魅力ば語ろうで「出演者によるトークショー」（2022年11月16日 19:57 - 、11月19日 8:15 - 再放送、九州沖縄地方） - 進行

大阪放送局時代（2023年度 - ）
- ☆ほっと関西 （2023年4月3日 - ）- キャスター
- 列島ニュース（2023年7月31日 - 2024年3月11日） - キャスター
- 2024年パリオリンピック（2024年7月29日・30日） - 東京スタジオ進行
- 激突めしあがれ 自作カレーの極み（2024年8月21日） - 進行
- ☆激突メシあがれ（2025年4月2日 - ） - MC
- 生中継！開幕前夜ココが知りたい！大阪・関西万博（2025年4月12日） - 進行
- 生中継「さあ開幕！大阪・関西万博　教えて！アナタのレコメンド」（2025年4月13日） - 進行